# Staverton (Wiltshire)
Staverton – wieś w Anglii, w hrabstwie Wiltshire. Leży 42 km na północny zachód od miasta Salisbury i 146 km na zachód od Londynu.